# Municipio de Jackson (condado de Clinton, Misuri)
El municipio de Jackson (en inglés: Jackson Township) es un municipio ubicado en el condado de Clinton en el estado estadounidense de Misuri. En el año 2010 tenía una población de 2861 habitantes y una densidad poblacional de 27,7 personas por km².

## Geografía
El municipio de Jackson se encuentra ubicado en las coordenadas 39°29′26″N 94°17′24″O / 39.49056, -94.29000. Según la Oficina del Censo de los Estados Unidos, el municipio tiene una superficie total de 103.3 km², de la cual 102,79 km² corresponden a tierra firme y (0,49 %) 0,51 km² es agua.

## Demografía
Según el censo de 2010, había 2861 personas residiendo en el municipio de Jackson. La densidad de población era de 27,7 hab./km². De los 2861 habitantes, el municipio de Jackson estaba compuesto por el 96,61 % blancos, el 0,63 % eran afroamericanos, el 0,84 % eran amerindios, el 0,21 % eran asiáticos, el 0,42 % eran de otras razas y el 1,29 % eran de una mezcla de razas. Del total de la población el 1,68 % eran hispanos o latinos de cualquier raza.